# Noratushalvön
Noratushalvön (armeniska: Նորատուսի թերակղզի) är en halvö i Armenien. Den ligger i provinsen Gegharkunik, i den centrala delen av landet, 70 km öster om huvudstaden Jerevan.
Trakten runt Noratushalvön är nära nog obefolkad, med mindre än två invånare per kvadratkilometer.